# Молдабеков, Мейрбек Молдабекович
Мейрбек Молдабекович Молдабеков — советский и казахстанский учёный в области механики и машиноведения, доктор технических наук, профессор, академик НАН РК.

## Биография
Родился 20.07.1947 в п. Тюмень-Арык Яныкурганского района Кызылординской области.
Окончил Казахский политехнический институт имени В. И. Ленина (1970), «Автоматика и телемеханика», и Московский авиационный институт (1975), «Прикладная математика».
Трудовая деятельность:
- 10.1970-10.1973 ассистент, стажер-исследователь кафедры Казахского политехнического института, Алма-Ата;
- 09.1977-12.1988 старший научный сотрудник, старший преподаватель, доцент Казахского государственного университета, Алма-Ата;
- 12.1988-11.1991 ведущий, главный научный сотрудник, заведующий лабораторией Института механики, математики Академии наук КазССР, Алма-Ата;
- 11.1977-07.1993 заведующий лабораторией Института механики и машиноведения АН КазССР (НАН РК);
- 11.1991-07.1997 заместитель Генерального директора НАКА Республики Казахстан — начальник Управления космодрома «Байконур»;
- 04.1997-01.1998 директор департамента аттестации научных кадров Министерства науки — Академии наук Республики Казахстан;
- 01.1998-06.2005 директор Национального аэрокосмического агентства, председатель Аэрокосмического комитета, заместитель председателя Аэрокосмического комитета Республики Казахстан;
- с 08.2007 по 25.08.2014 заместитель председателя Национального космического агентства Республики Казахстан.

С мая 2005 по август 2007 г. заместитель председателя правления АО "Национальная компания «Казкосмос». С ноября 2008 г. председатель Совета директоров АО «Национальный центр космических исследований».
С 2016 г. советник (на общественных началах) председателя Аэрокосмического комитета Министерства по инвестициям и развитию Республики Казахстан.
Доктор технических наук (1989), профессор, академик НАН РК (1997). Тема докторской диссертации: «Аналитические методы анализа и синтеза, автоматизированное проектирование механизмов и манипуляционных устройств высоких классов».
Создал научную школу по системам автоматического управления и теории механизмов и машин.
Участвовал в создании:
- космической системы связи и вещания «Казсат-2» и «Казсат-3»;
- космической системы дистанционного зондирования Земли;
- сборочно-испытательного комплекса космических аппаратов;
- космического ракетного комплекса «Байтерек»;
- системы высокоточной спутниковой навигации Республики Казахстан.

Автор книг «Основы аналитической теории манипуляционных устройств высоких классов» (1989, в соавт.), «Сборник задач по элементарной математике» (1992), «Стабилизация натяжения проволоки в многократных прямоточных волочильных станах» (1998, в соавт.), «Математическое моделирование динамики механизмов и машин» (1998, в соавт.).
Один из основателей вокально-инструментального ансамбля «Дос-Мукасан», созданного в 1967 году в Алма-Ате студентами Казахского политехнического института.
Лауреат Государственной премии РК в области науки и техники имени аль-Фараби (2015). Награждён орденами «Парасат» (12.2007), «Курмет» (1998), медалью «Астана» (1998).
Лауреат премии Ленинского комсомола Казахстана в составе ансамбля «Дос-Мукасан» (1974).
Сын — Молдабеков Ержан Мейрбекович (01.06.1980), кандидат экономических наук (2008).